# Pudding Norton
Pudding Norton är en civil parish i Storbritannien.   Den ligger i grevskapet Norfolk och riksdelen England, i den sydöstra delen av landet, 160 km norr om huvudstaden London. Antalet invånare är 267. Arean är 6,0 kvadratkilometer.
Terrängen i Pudding Norton är platt.